# CT.06 (Vietnam)

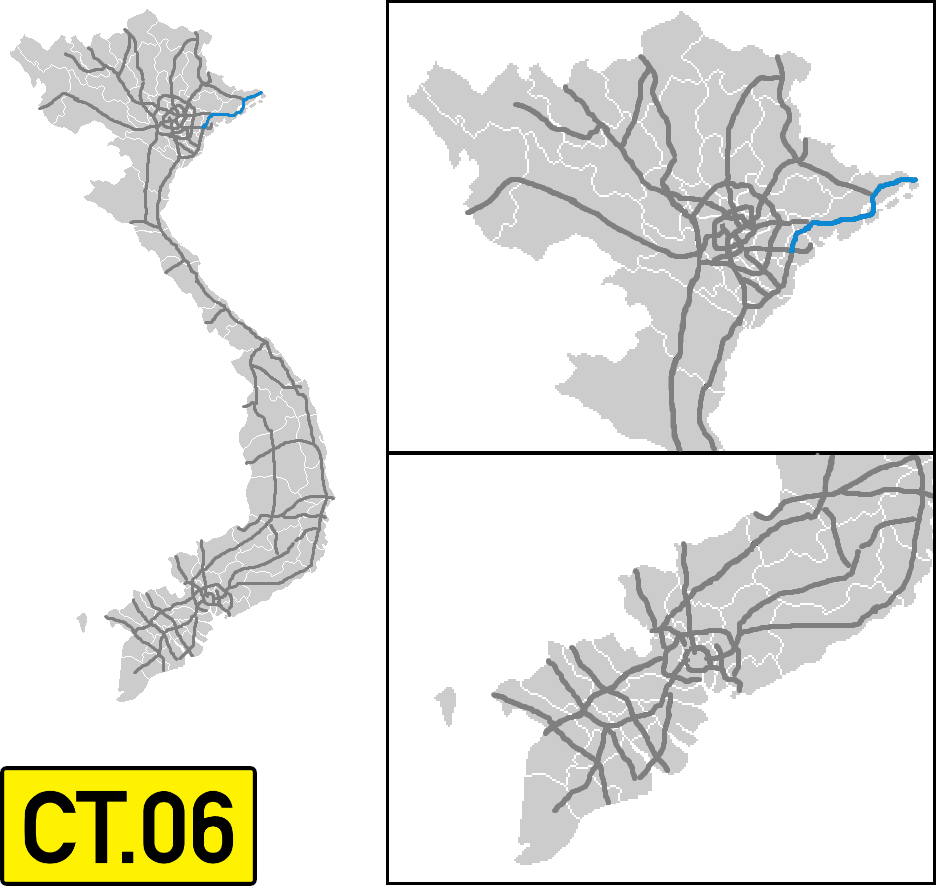
De CT.06

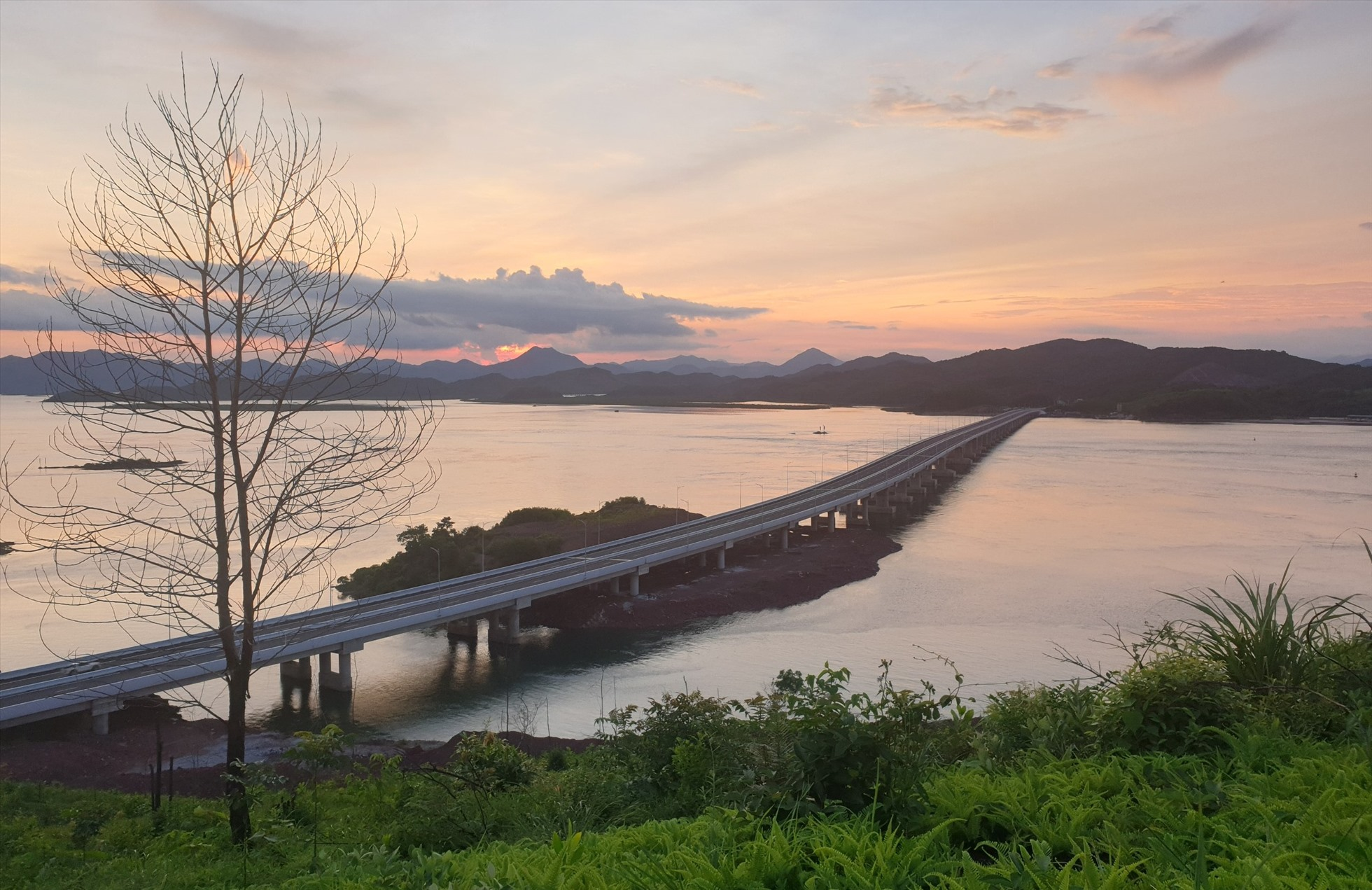
De CT.06

De CT.06 of Đường cao tốc Hải Phòng – Hạ Long – Vân Đồn – Móng Cái (Haiphong–Ha Long–Van Don–Mong Cai Expressway) is een autosnelweg in Vietnam. De autosnelweg is 175 kilometer lang. De CT.05 werd aangelegd tussen 2020 en 2022. De snelweg sluit aan de Chinese grens aan op de Chinese snelweg G7511.
CT.01 ·
CT.02 ·
CT.03 ·
CT.04 ·
CT.05 ·
CT.06 ·
CT.07 ·
CT.08 ·
CT.09 ·
CT.10 ·
CT.11 ·
CT.12 ·
CT.13 ·
CT.14 ·
CT.15 ·
CT.16 ·
CT.17 ·
CT.18 ·
CT.18 ·
CT.19 ·
CT.20 ·
CT.21 ·
CT.22 ·
CT.23 ·
CT.24 ·
CT.25 ·
CT.26 ·
CT.27 ·
CT.28 ·
CT.29 ·
CT.30 ·
CT.31 ·
CT.32 ·
CT.33 ·
CT.34 ·
CT.35 ·
CT.36 ·
CT.37 ·
CT.38 ·
CT.39 ·
CT.40 ·
CT.41 ·
CT.42